# Oxyina
Oxyina is een geslacht van rechtvleugeligen uit de familie veldsprinkhanen (Acrididae). De wetenschappelijke naam van dit geslacht is voor het eerst geldig gepubliceerd in 1975 door Hollis.

## Soorten
Het geslacht Oxyina omvat de volgende soorten:
- Oxyina bidentata Willemse, 1925
- Oxyina javana Willemse, 1955
- Oxyina sinobidentata Hollis, 1971